# لودفيغ لانج (فيزيائي)
لودفيغ لانج (بالألمانية: Gustav Ludwig Lange)‏ هو فيزيائي ألماني، ولد في 21 يونيو 1863 في غيسن في ألمانيا، وتوفي في 12 يوليو 1936 في فاينزبرغ في ألمانيا.